# مانتیسلو (جورجیا)
مانتیسلو، جورجیا (به انگلیسی: Monticello, Georgia) یک شهر در ایالات متحده آمریکا با جمعیت ۲٬۴۲۸ نفر است که در جورجیا واقع شده‌است.

## موقعیت جغرافیایی
موقعیت جغرافیایی شهرها و مناطق اطراف به شرح زیر است: